# Bernardo Dorado
Bernardo Dorado (Salamanca, ca. 1710 – La Mata de Armuña, 26 de març de 1778) va ser un sacerdot i historiador castellà.
Nascut a Salamanca vers 1710 i batejat a l'església de San Julián de la ciutat. Es tenen poques dades sobre la vida, més enllà que va ser rector de la parròquia de La Mata de la Armuña vers el final de la seva vida, i també beneficiat de La Maya. És conegut sobretot per la seva obra sobre la història de Salamanca titulada «Compendio histórico de la ciudad de Salamanca», manuscrita al voltant de 1770 i finalment impresa el 1776 de la mà de Juan Antonio Lasanta, i que tracta de la història de la ciutat des del segle xi. Aquest compendi va ser reeditat posteriorment al segle xix i, més posteriorment, el 1985 i el 2007. La magnitud de la seva obra l'ha situat al costat de les obres que tracten sobre la història de la ciutat de cronistes i historiadors com Gil González Dávila o Fernando Araújo Villar. L'Ajuntament de Salamanca li va dedicar un carrer a la ciutat el 31 de juliol de 1992.